# هنری مورتون استنلی
هنری مورتون استنلی (به انگلیسی: Henry Morton Stanley)؛ (زاده ۲۸ ژانویهٔ ۱۸۴۱ درگذشته ۱۰ مهٔ ۱۹۰۴) یک خبرنگار و کاشف اهل بریتانیا بود.